# Samnium

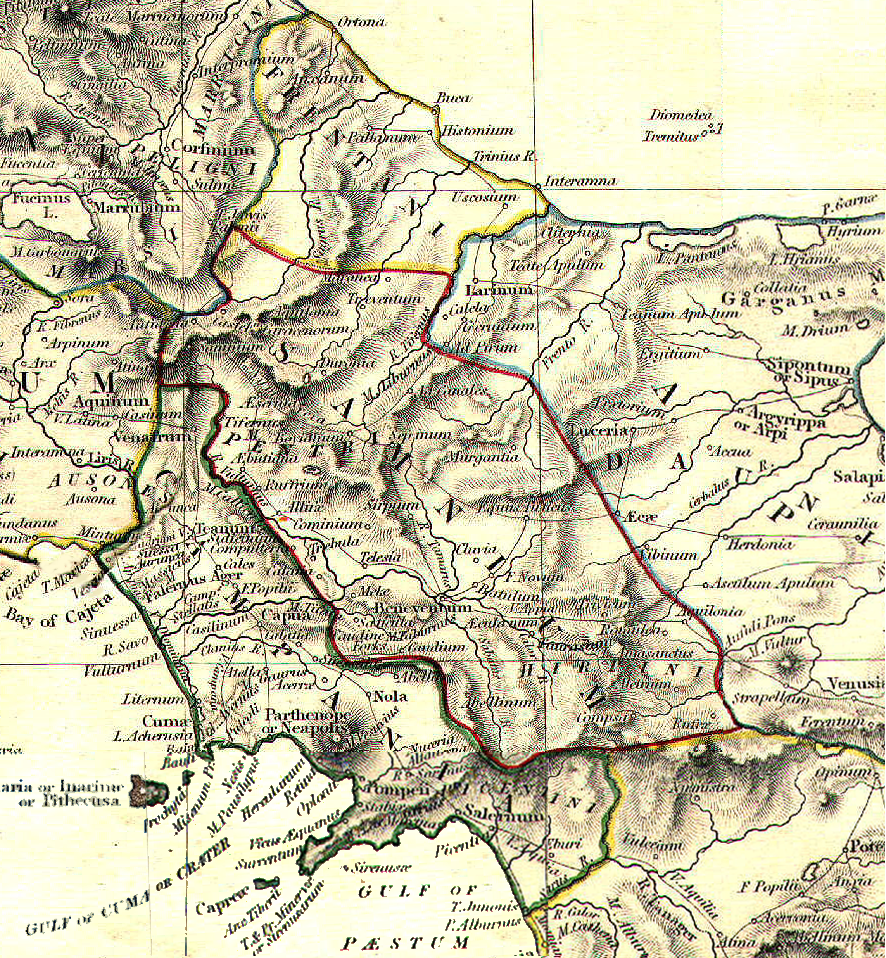
Kartenausschnitt zur Lage von Samnium

Samnium (oskisch Safinim) war eine Landschaft in den südlichen Apenninen, die Heimat der Samniten, einer Gruppe sabellischer Stämme, die die Region zwischen 600 und 290 v. Chr. kontrollierten.
Samnium war auf der Apenninhalbinsel umgeben von den Landschaften Latium im Norden, Lucania (der heutigen Basilikata) im Süden, Kampanien im Westen und Apulien im Osten. Die Hauptstadt der Region war Malventum, das heutige Benevent. Diese Gegend, die heute teilweise in der Region Molise liegt, heißt bis heute auf Italienisch Sannio.